# Hôtel de ville de Domodossola
 (décembre 2024).
L'hôtel de ville de Domodossola (en italien : Palazzo di Città di Domodossola) est un bâtiment de style néoclassique, siège de la commune de Domodossola, au Piémont en Italie.

## Histoire
Le bâtiment, conçu par l'architecte turinois Giovanni Leoni, est construit en 1847. En 1899, un monument, œuvre du sculpteur Francesco Ricci (originaire de la Val Vigezzo), est érigé devant le palais en l’honneur de Gian Giacomo Galletti, bienfaiteur local dont le legs donne naissance à la Fondation Galletti.
En 1944, il abrite la gouvernement provisoire du gouvernement de la République partisane de l’Ossola.

## Description
Le bâtiment se situe piazza della Repubblica dell'Ossola dans le centre-ville de Domodosola.
Il présente un style néoclassique, avec des façades symétriques.
À l'intérieur, on trouve la salle de la Résistance.

## Galerie d'images

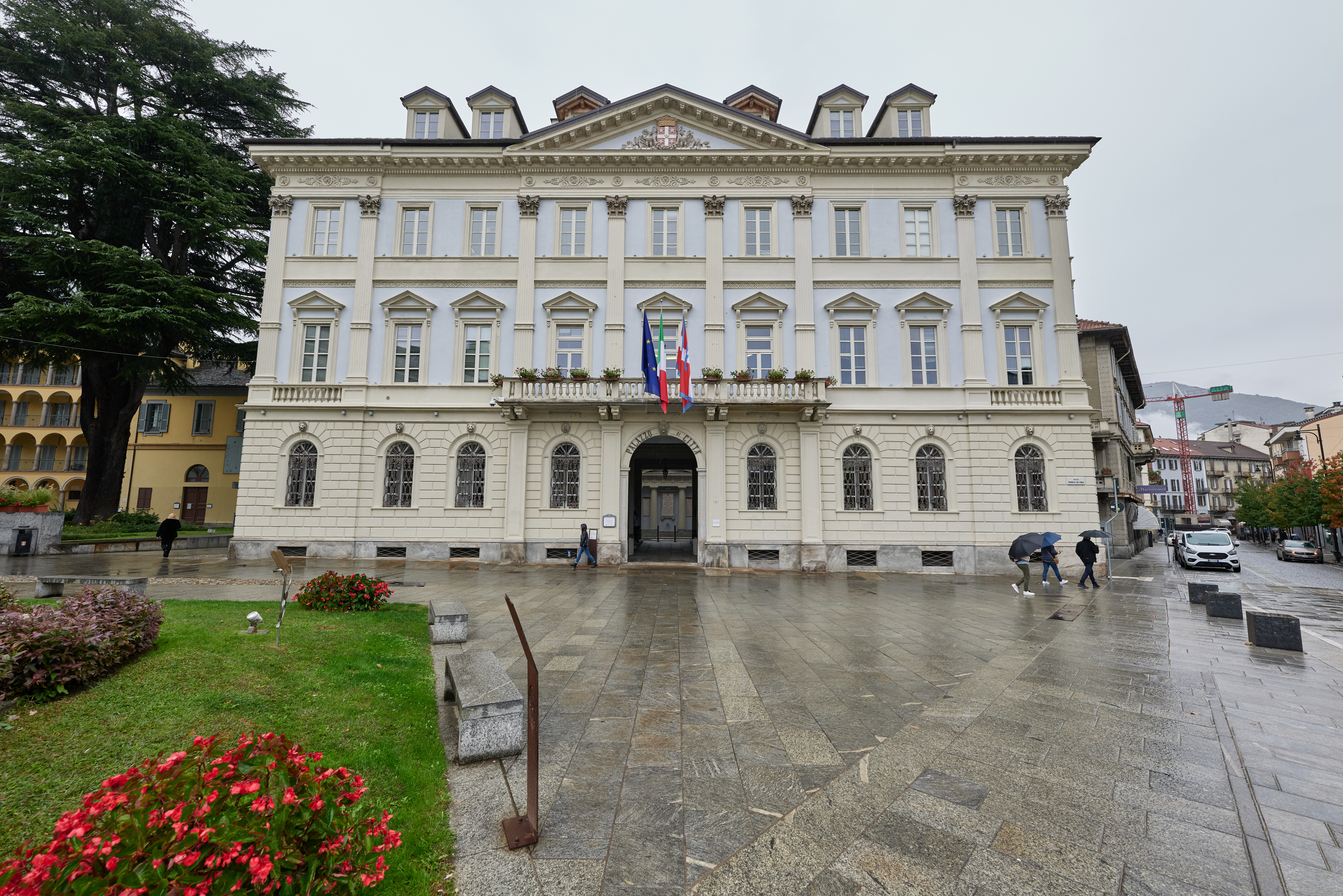
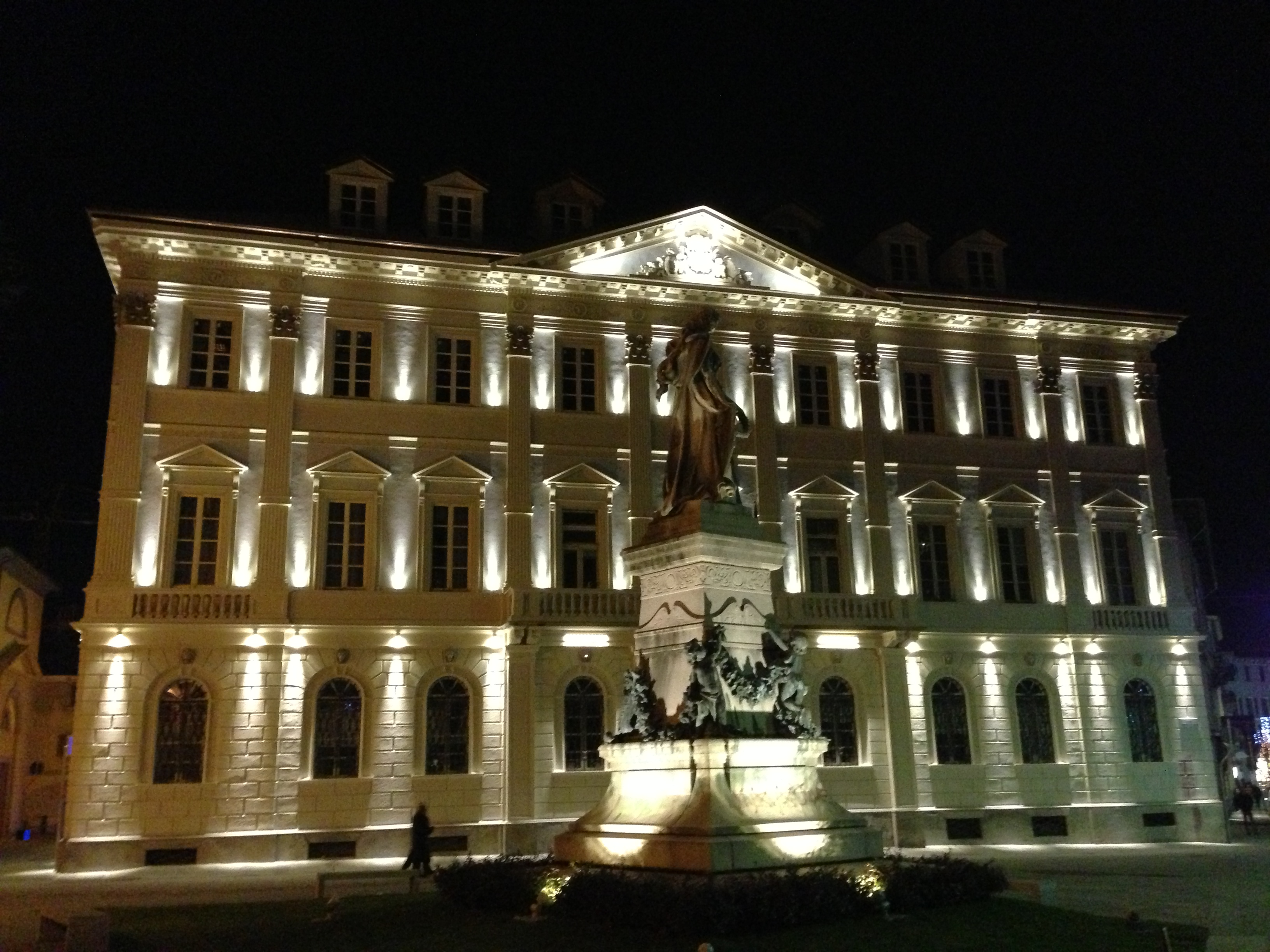
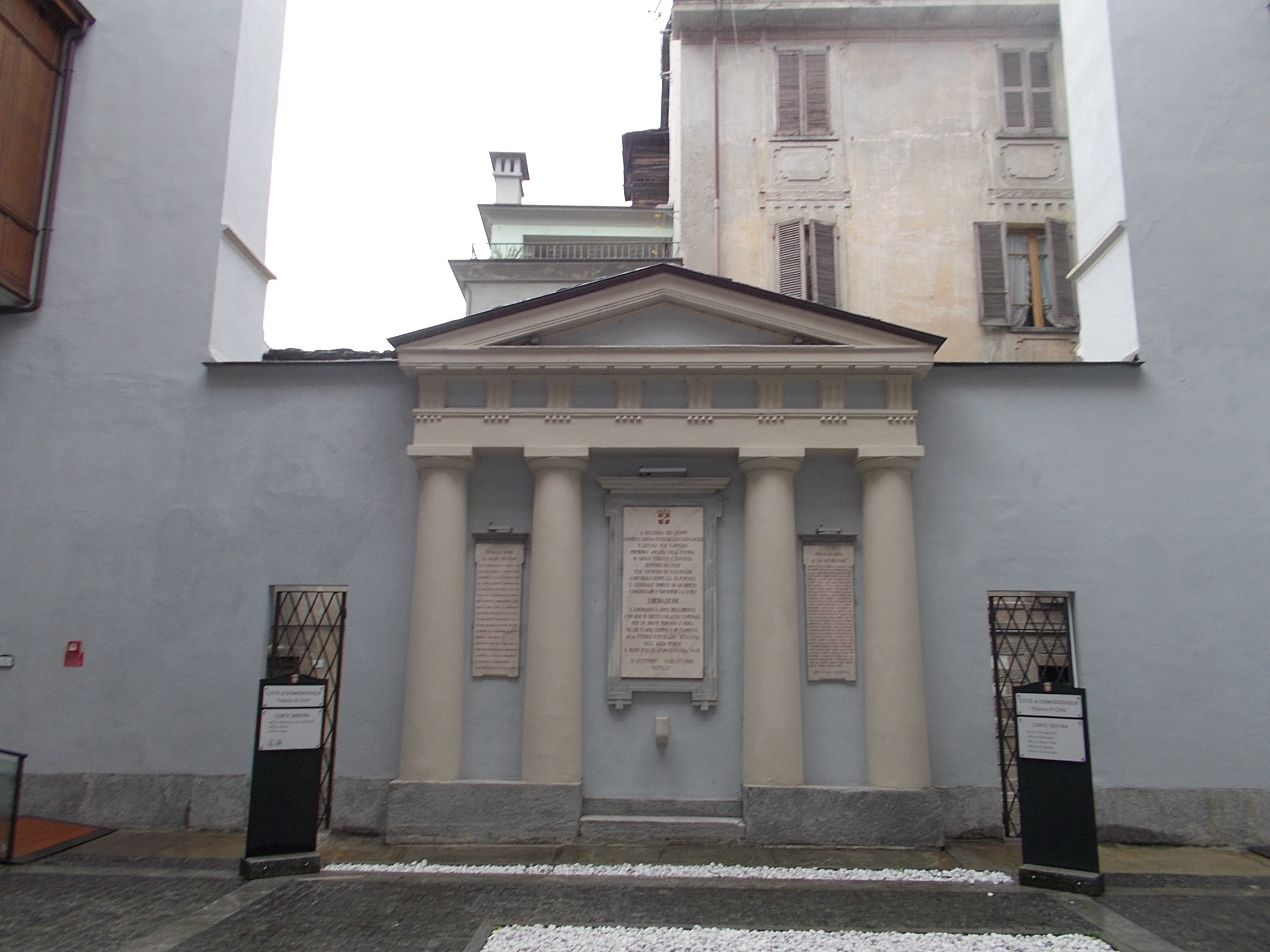